# Nicol Foietta
Nicole Foietta (Pistoia, 10 giugno 1995) è una schermitrice italiana, specializzata nella spada, protagonista di una carriera ricca di successi a livello giovanile, dove ha contribuito in modo significativo ai risultati delle nazionali italiane, e seniores.

## Biografia

### Carriera
Fin da giovanissima, si è distinta nel panorama internazionale della scherma. Il suo primo importante risultato arriva nel 2011, quando conquista la medaglia d’oro a squadre ai Campionati Europei Cadetti di Klagenfurt, segnando l’inizio di un percorso di crescita costante. Due anni dopo, nel 2013, vince la medaglia di bronzo a squadre ai Mondiali Giovani di Parenzo, confermandosi tra i migliori prospetti della spada italiana. Il 2015 è un anno particolarmente importante per lei: ottiene la medaglia d’oro a squadre ai Mondiali Giovani di Tashkent e, nello stesso anno, anche un bronzo a squadre agli Europei Giovani di Maribor.
Il passaggio alle categorie superiori non interrompe la sua striscia vincente. Nel 2017 e nel 2018, Foietta contribuisce alla vittoria di due medaglie d’oro a squadre agli Europei Under-23, rispettivamente a Minsk e a Erevan, affermandosi come uno dei punti fermi della nazionale giovanile italiana.
Nell’ambito delle competizioni assolute, Nicol Foietta ha esordito con successo a livello internazionale. Nel 2018 si ferma sul gradino più basso del podio ai  Giochi del Mediterraneo di Tarragona.
Nel 2019 conquista la medaglia d'argento a squadre nella spada alle Universiadi di Salerno, mentre nel 2022 ottiene un importante argento individuale ai Giochi del Mediterraneo di Orano, sconfitta dalla connazionale Giulia Rizzi, uno dei suoi primi risultati di rilievo a titolo personale nel panorama seniores.
A livello nazionale, ha contribuito in maniera determinante ai risultati delle squadre italiane nei Campionati Italiani Assoluti. Nel 2021, conquista il titolo di campionessa italiana a squadre a Cassino, e negli anni successivi continua a salire sul podio con l’argento a squadre a Cagliari 2024 e a Piacenza 2025, oltre ai bronzi conquistati nel 2022 a Courmayeur e nel 2023 a La Spezia.

## Profilo
Nicol Foietta è oggi riconosciuta come una figura solida nel panorama schermistico italiano, apprezzata per la costanza, il gioco di squadra e la capacità di essere decisiva nei momenti cruciali. La sua carriera riflette un equilibrio tra talento individuale e spirito collettivo, qualità fondamentali nella disciplina della spada.

## Palmarès

### Risultati élite
In carriera ha ottenuto i seguenti risultati:
Giochi del Mediterraneo
Individuale
- Argento nella spada a Orano 2022
- Bronzo nella spada a Tarragona 2018

Universiadi
Individuale
A squadre
- nella spada a Salerno 2019

Campionati italiani
Individuale
A squadre
- Oro nella spada a Cassino 2021
- Argento nella spada a Cagliari 2024
- Argento nella spada a Piacenza 2025
- Bronzo nella spada ad Courmayeur 2022
- Bronzo nella spada a La Spezia 2023

### Risultati giovani
Mondiali giovani
Individuale
A squadre
- Oro nella spada a Tashkent 2015
- Bronzo nella spada a Parenzo 2013

Europei Under-23
Individuale
A squadre
- Oro nella spada a Minsk 2017
- Oro nella spada a Erevan 2018

Europei giovani
Individuale
A squadre
- Bronzo nella spada a Maribor 2015

Europei cadetti
Individuale
A squadre
- Oro nella spada a Klagenfurt 2011